# Taiwan Beer HeroBears
Il Taiwan Beer HeroBears (台灣啤酒英熊) è stata una società cestistica avente sede a Taipei, Taiwan. Fondata nel 2021, ha giocato in T1 League.

## Storia
Fondati nel 2021, gli HeroBears sono stati una delle sei squadre debuttanti della stagione inaugurale della T1 League.
Nel 2023 si fonde con i Taoyuan Leopards.